# Safurdão
Safurdão is een plaats (freguesia) in de Portugese gemeente Pinhel en telt 154 inwoners (2001).

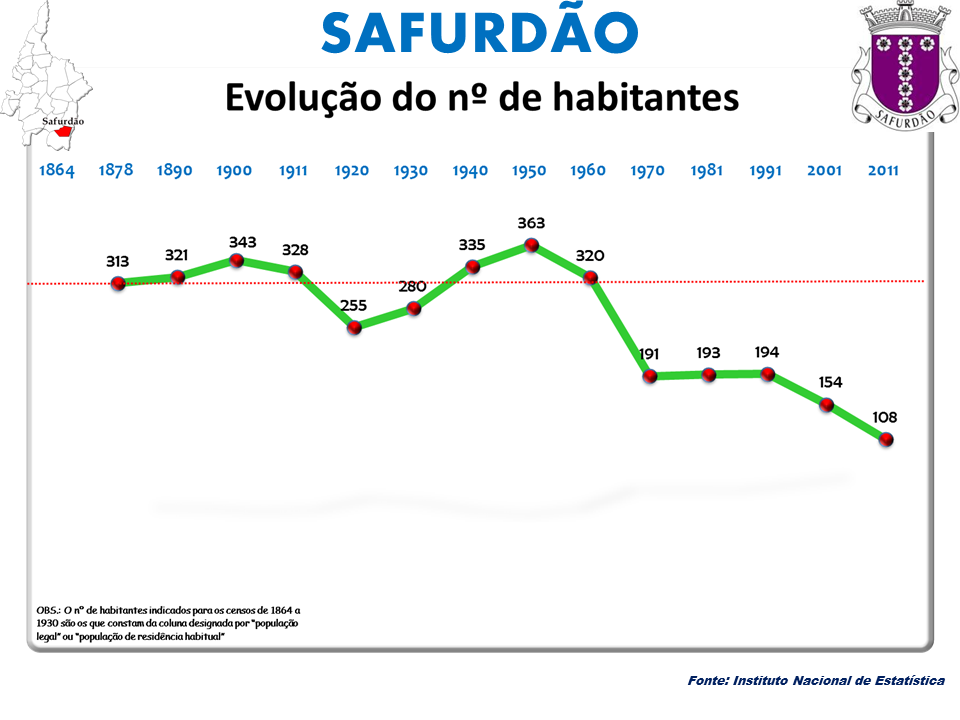
Bevolkingsontwikkeling tussen 1864 en 2011